# Pablo Alderete
Pablo Alderete (Mar del Plata, Buenos Aires, 2 de marzo de 1993) es un basquetbolista argentino que juega en la posición de ala-pívot para el Quilmes de Mar del Plata de La Liga Argentina. Representó a su país a nivel internacional en categorías juveniles.

## Trayectoria

### Clubes
| Club                        | País      | Año             |
| --------------------------- | --------- | --------------- |
| Peñarol de Mar del Plata    | Argentina | 2012            |
| Firmat Football Club        | Argentina | 2013 - 2014     |
| San Martín de Corrientes    | Argentina | 2014            |
| Argentino de Junín          | Argentina | 2014            |
| Tiro Federal de Morteros    | Argentina | 2015            |
| Ciclista Juninense          | Argentina | 2015 - 2016     |
| Parque Sur                  | Argentina | 2016 - 2019     |
| Gimnasia y Esgrima La Plata | Argentina | 2019 - 2021     |
| Argentino de Junín          | Argentina | 2021 - 2022     |
| Sport Club Cañadense        | Argentina | 2022            |
| Punto Rojo LR               | Ecuador   | 2022            |
| Peñarol de Mar del Plata    | Argentina | 2022 - 2023     |
| Félix Pérez Cardozo         | Paraguay  | 2023            |
| Independiente de Oliva      | Argentina | 2024            |
| Félix Pérez Cardozo         | Paraguay  | 2024            |
| Pico Football Club          | Argentina | 2024 - 2025     |
| Quilmes de Mar del Plata    | Argentina | 2025 - Presente |

## Selección nacional
Alderete fue miembro de los seleccionados juveniles de baloncesto de Argentina, llegando a disputar el Campeonato Sudamericano de Baloncesto Sub-15 de 2008 y el Campeonato FIBA Américas Sub-16 de 2009.